# BIP Beograd
BIP Beograd (code BELEX : BIPB) est une entreprise serbe qui a son siège social à Belgrade, la capitale de la Serbie. Elle travaille dans le secteur des boissons avec ou sans alcool et notamment la bière.
BIP est un acronyme pour Beogradska industrija piva, « Industrie de la bière de Belgrade ».

## Histoire
BIP Beograd a été admise au marché non réglementé de la Bourse de Belgrade le 7 février 2007.

## Activités
BIP Beograd est une entreprise qui travaille principalement dans le domaine de la brasserie. Ses activités principales incluent la production de bières, vendues sous les marques BiP et Bg ainsi que du kvas. Sa gamme de produits inclut aussi des boissons gazeuses sans alcool et des sirops de fruits vendus sous la marque Bipsi. Elle propose encore de la levure de bière et du vinaigre d'alcool.

## Données boursières
Le 29 mars 2013, l'action de BIP Beograd valait 36 RSD (0,32 EUR). Elle a connu son cours le plus élevé, soit 720 RSD (6,45 EUR), le 19 avril 2007 et son cours le plus bas, soit 24 RSD (0,21 EUR), le 17 mai 2011.
Le capital de BIP Beograd est en restructuration. Il est actuellement détenu à hauteur de 51,90 % par l'Agence pour la privatisation de la république de Serbie.